# Assis Teixeira (Aquiraz)
Assis Teixeira é um distrito do município brasileiro de Aquiraz, no litoral leste da Região Metropolitana de Fortaleza, no estado do Ceará. De acordo com o Instituto Brasileiro de Geografia e Estatística(IBGE), sua população no ano de 2010 era de 7 642 habitantes, sendo 3 901 mulheres e 3 741 homens, possuindo um total de 1 991 domicílios particulares. Foi criado em 25 de novembro de 2008, pela lei municipal nº 726/2008.

## Bairros do distrito
- Jenipapeiro, Lagoa funda, Lagoa das Canas, Lagoa de Telha